# Instytut Badań nad Stosunkami Międzynarodowymi
Instytut Badań nad Stosunkami Międzynarodowymi – jeden z instytutów badawczych zajmujący się problematyką międzynarodową. Głównym zadaniem realizowanym przez Instytut jest wydawanie ogólnopolskiego miesięcznika "Stosunki Międzynarodowe". Instytut powstał w 1999 roku w Warszawie, skupia specjalistów z dziedzin stosunków międzynarodowych, polityki zagranicznej i dyplomacji. 
Instytut zajmuje się monitorowaniem bieżącej sytuacji politycznej na świecie - opracowywaniem szczegółowych analiz i raportów dot. konkretnych regionów, państw, organizacji i wydarzeń, współpracą z innymi tego typu instytucjami na świecie, wysyłaniem obserwatorów międzynarodowych, organizowaniem konferencji naukowych i prasowych dotyczących szeroko pojętej tematyki związanej ze stosunkami międzynarodowymi, prowadzeniem i wspieraniem badań naukowych dot. stosunków międzynarodowych oraz udzielaniem komentarzy mediom.
Prezesem Instytutu jest Michał Sikorski.